# Desarrollo de Windows Server 2012
Originalmente Microsoft se refería a su nuevo sistema operativo para servidores por su nombre clave: Windows Server 8. No obstante, desde el 17 de abril de 2012 la compañía anunció que el nombre final del producto sería Windows Server 2012.

## Versiones preliminares y betas
La primera beta de Windows Server 2012 fue la Developer Preview, destinada a los desarrolladores, únicamente disponible para suscriptores de MSDN. Desde entonces ya estaba presente la nueva interfaz de usuario Metro así como el nuevo Administrador de Servidores (la aplicación gráfica usada para administración de servidores) además de otras nuevas características. El 16 de febrero de 2012 Microsoft anunció que la edición Developer Preview, una vez instalada cierta actualización, expiraría el 15 de enero de 2013 en lugar de la fecha prevista inicialmente del 8 de abril de 2012. La construcción 8180 se lanzó el 13 de enero de 2012 y contenía algunas revisiones al interfaz del Administrador de Servidores y los Espacios de Almacenamiento.
La beta para consumidores se lanzó junto a la versión beta de Windows 8 para consumidores (Consumer Preview) el 29 de febrero de 2012. A diferencia de la Developer Preview, la Consumer Preview de Windows Server 2012 se lanzó para el público en general. La versión candidata para lanzamiento (Release Candidate o RC) de Windows Server 2012 se lanzó el 31 de mayo de 2012, junto con la versión RC de Windows 8 Release Preview. La última versión lista para fabricación (RTM) se lanzó el 1 de agosto de 2012 y estuvo a disposición general el 4 de septiembre de 2012. Algunos estudiantes que pasaran ciertos prerrequisitos también pudieron descargarse Windows Server 2012 usando DreamSpark.

## Tabla comparativa
| Fase de desarrollo | Fase de desarrollo      | Número de construcción | Nombre oficial                        | Tipo de arquitectura | Compilada el | Disponible desde                |
| principal          | secundaria              | Número de construcción | Nombre oficial                        | Tipo de arquitectura | Compilada el | Disponible desde                |
| ------------------ | ----------------------- | ---------------------- | ------------------------------------- | -------------------- | ------------ | ------------------------------- |
| Milestone 3        | Milestone 3 Final       | 8102                   | Windows 8 Server Developer Preview    | 64 bit               | 30-8-2011    | en MSDN: 9-9-2011               |
| Pre-Beta           |                         | 8180                   |                                       | 64 bit               | 10-1-2012    | screenshot: 13-1-2012           |
| Beta               | Beta Final              | 8250                   | Windows Server "8" Beta               | 64 bit               | 17-2-2012    | en Microsoft TechNet: 29-2-2012 |
| RC                 | Release Candidate Final | 8400                   | Windows Server 2012 Release Candidate | 64 bit               | 18-5-2012    | en Microsoft TechNet: 31-5-2012 |
| RTM                |                         | 9200                   |                                       | 64 bit               | 25-7-2012    | OEM: 1-8-2012                   |
| RTM                | web: 4-8-2012           | 9200                   |                                       | 64 bit               | 25-7-2012    |                                 |
| RTM                | GA: 4-9-2012            | 9200                   |                                       | 64 bit               | 25-7-2012    |                                 |